# Qatar Rail
Qatar Railways Company, comúnmente conocida como Qatar Rail, es una compañía ferroviaria de propiedad estatal, responsable del transporte ferroviario en Catar.

## Descripción
Es administrado en su totalidad por el Estado catarí. Establecida en 2011, la compañía es responsable del diseño, construcción, puesta en marcha, operación y mantenimiento de toda la red y sistemas ferroviarios, y administrará la red ferroviaria del país una vez que esté operativa. Los principales proyectos que desarrolla son el Metro de Doha y Lusail LRT para el transporte de pasajeros y Qatar Rail Long Distance para el traslado de bienes materiales a nivel nacional.
Según el gobierno de Catar, la empresa fue creada dentro del proyecto Qatar National Vision 2030 para que el país árabe deje el subdesarrollo:

"Para 2030, Catar aspira a ser una sociedad avanzada capaz de mantener su desarrollo y proporcionar un alto nivel de vida para toda su gente. La Visión Nacional de Qatar define los resultados a largo plazo para el país y proporciona un marco dentro del cual se pueden desarrollar estrategias nacionales y planes de implementación".

Aunque es de propiedad del Estado, la empresa tiene como objetivo darle importancia al sector privado nacional.